# Malvaceae, Buttneriaceae, Tiliaceae
Malvaceae, Buttneriaceae, Tiliaceae (abreviado Malvac., Buttner., Tiliac.) es un libro con ilustraciones y descripciones botánicas que fue escrito por el naturalista y botánico alemán Carl Sigismund Kunth. Fue publicado en el año 1822.